# ArangoDB
ArangoDB — багатоцільова відкрита система керування базами даних, що надає гнучкі моделі зберігання документів, графів і даних у форматі ключ—значення. Робота з базою здійснюється через SQL-подібну мову запитів AQL або через спеціальні розширення мовою JavaScript. Засоби для зберігання даних відповідають вимогам ACID (атомарність, узгодженість, ізольованість, надійність), підтримують транзакції й забезпечують як горизонтальну, так і вертикальну масштабованість. Управління СКБД може проводитися через вебінтерфейс або консольний клієнт ArangoSH.
Початковий код ArangoDB поширюється під ліцензією Apache 2. Проект написаний мовами С та JavaScript.
Ключові особливості ArangoDB:
- Відсутня необхідність визначати схему зберігання даних (Schema-free), дані структуруються у формі документів, в яких метадані та інформація про структуру відокремлені від користувацьких даних
- Можна використовувати ArangoDB як сервер для вебзастосунків мовою JavaScript. Підтримка доступу до бази через REST/Web API
- Можна використовувати JavaScript як для того, щоб звертатись до БД браузерних застосунків, так і для обробників, що виконуються на стороні СКБД
- Багатониткова архітектура, що розподіляє навантаження на всі ядра CPU
- Гнучка модель зберігання даних, в якій можуть бути комбіновані пари ключ—значення, документи і параметри, що визначають зв'язки між записами (надаються засоби для обходу вершин графу)
- Можливість вибирати тип індексу, відповідний розв'язуваним задачам (наприклад, можна використовувати індекс для повнотекстового пошуку)
- Настроювана надійність: застосунок сам може визначати, що для нього важливіше: вища надійність або вища продуктивність
- Ефективне сховище, в якому повною мірою використано можливості сучасного обладнання (наприклад, SSD-накопичувачі) і можуть застосовуватися великі кеші
- Транзакції: можна запускати запити відразу для кількох документів або колекцій з опціональною узгодженістю транзакцій та ізоляцією
- Підтримка реплікації і шардингу: можливість створення master-slave конфігурацій і рознесення наборів даних на різні сервери залежно від певної ознаки.